# 大眼美洲鱥
大眼美洲鱥（學名：Notropis boops），為輻鰭魚綱鯉形目雅羅魚科的其中一種，分布於北美洲美國俄亥俄州伊利湖、俄亥俄州中部至堪薩斯州東部、阿拉巴馬州北部、奧克拉荷馬州南部的密西西比河流域，本魚體細長呈長橢圓形且側扁，眼大，口下斜位，體色為銀色，體被櫛鱗，鱗片帶黑邊呈網紋狀，背部顏色較深，體側中央有一黃褐色縱紋，從鼻部延伸至尾部，體長可達9公分，棲息在溫暖、水質清澈且流動緩慢的溪流、水塘，屬雜食性，以水生昆蟲及其他小型無脊椎動物等為食，繁殖期在4至8月，生活習性不明。